# Úhlava
Úhlava (în germană Angel) este un râu din Cehia, afluent de dreapta al râului Radbuza. Curge prin districtele Klatovy, Domažlice, Plzeň-jih și Plzeň-město din regiunea Plzeň până în orașul Plzeň. Are o lungime de 104,0 kilometri (64,6 mi), al 19-lea cel mai lung râu din Cehia. Bazinul său hidrografic are o suprafață de 908,5 kilometri pătrați (350,8 mi2).

## Etimologie
Numele este probabil de origine slavă și este derivat din úhel (care are sensul de „unghi”), o referință la cursul său relativ sinuos.

## Caracteristici

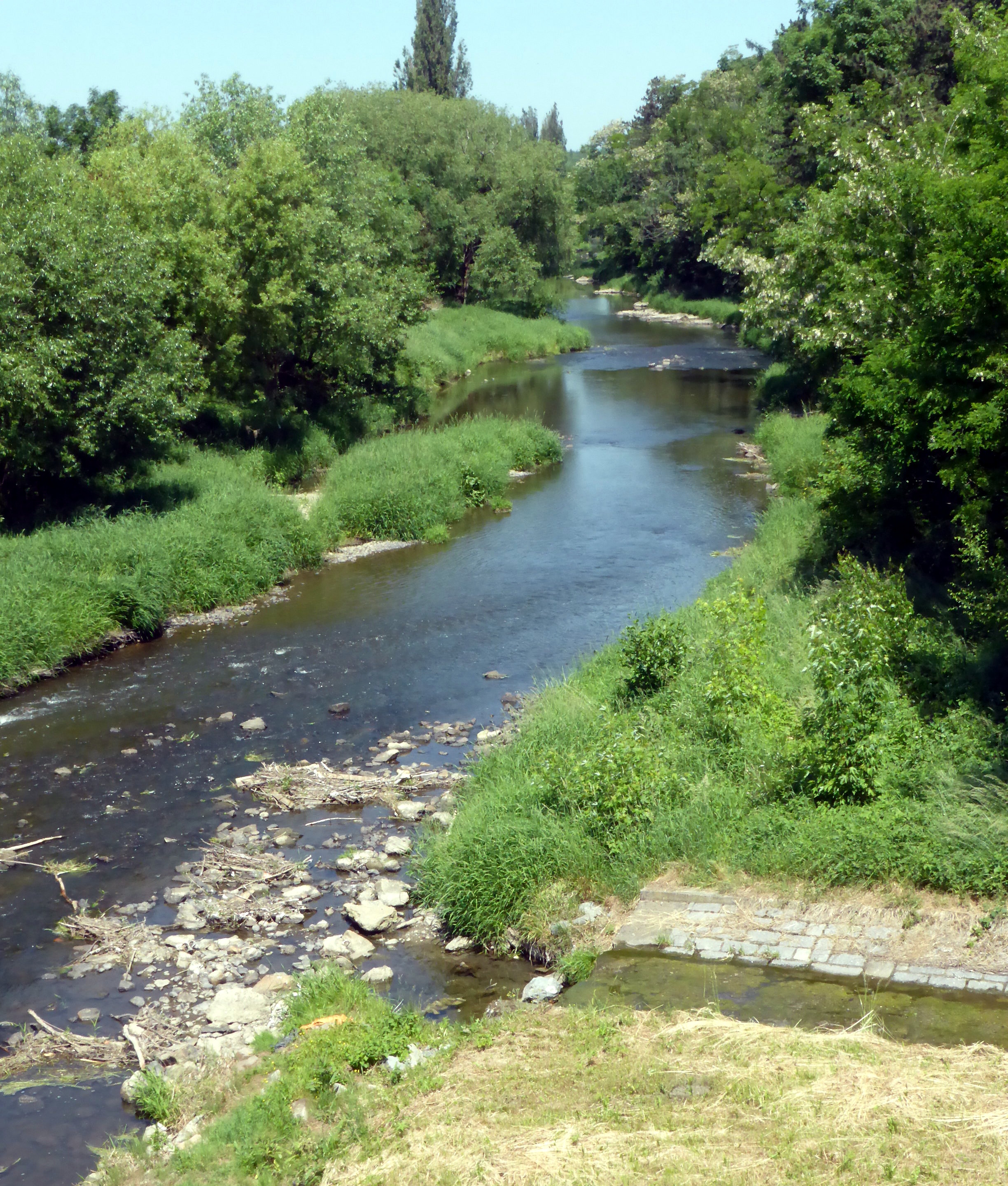
Úhlava în Plzeň, aproape de vărsarea sa în râul Radbuza

Izvorul râului Úhlava se află pe teritoriul comunei Železná Ruda din Pădurea Boemiei, la o altitudine de 1.153 m (3.783 ft), pe versantul muntelui Pancíř. Apoi curge spre Plzeň, unde se varsă în râul Radbuza la o altitudine de 307 m (1.007 ft). Are o lungime de 104,0 kilometri (64,6 mi), al 19-lea cel mai lung râu din Cehia. Bazinul său hidrografic are o suprafață de 908,5 kilometri pătrați (350,8 mi2).
Cel mai lung și mai bogat în apă afluent al râului Úhlava este Drnový potok, a cărui lungime este de 21,3 km, iar debitul mediu la gura de vărsare ajunge la 0,65 m³/s.
Cei mai lungi afluenți ai râului Úhlava sunt:
| Nume afluent   | Lungime (km) | Afluent de |
| -------------- | ------------ | ---------- |
| Drnový potok   | 21,3         | dreapta    |
| Poleňka        | 18,0         | stânga     |
| Jelenka        | 17,9         | dreapta    |
| Točnický potok | 17,6         | dreapta    |
| Chodská Úhlava | 17,0         | stânga     |
| Třebýcinka     | 12,5         | stânga     |

## Așezări
Râul curge prin următoarele comune: Železná Ruda, Hamry⁠(d), Nýrsko⁠(d), Janovice nad Úhlavou⁠(d), Bezděkov⁠(d), Klatovy, Dolany⁠(d), Švihov⁠(d), Červené Poříčí⁠(d), Borovy⁠(d), Nezdice⁠(d), Lužany⁠(d), Příchovice⁠(d), Přeštice, Dolní Lukavice⁠(d), Předenice⁠(d), Čižice⁠(d) și Štěnovice⁠(d) înainte de a se vărsa în râul Radbuza la marginea de sud a lui Plzeň.

## Corpuri de apă

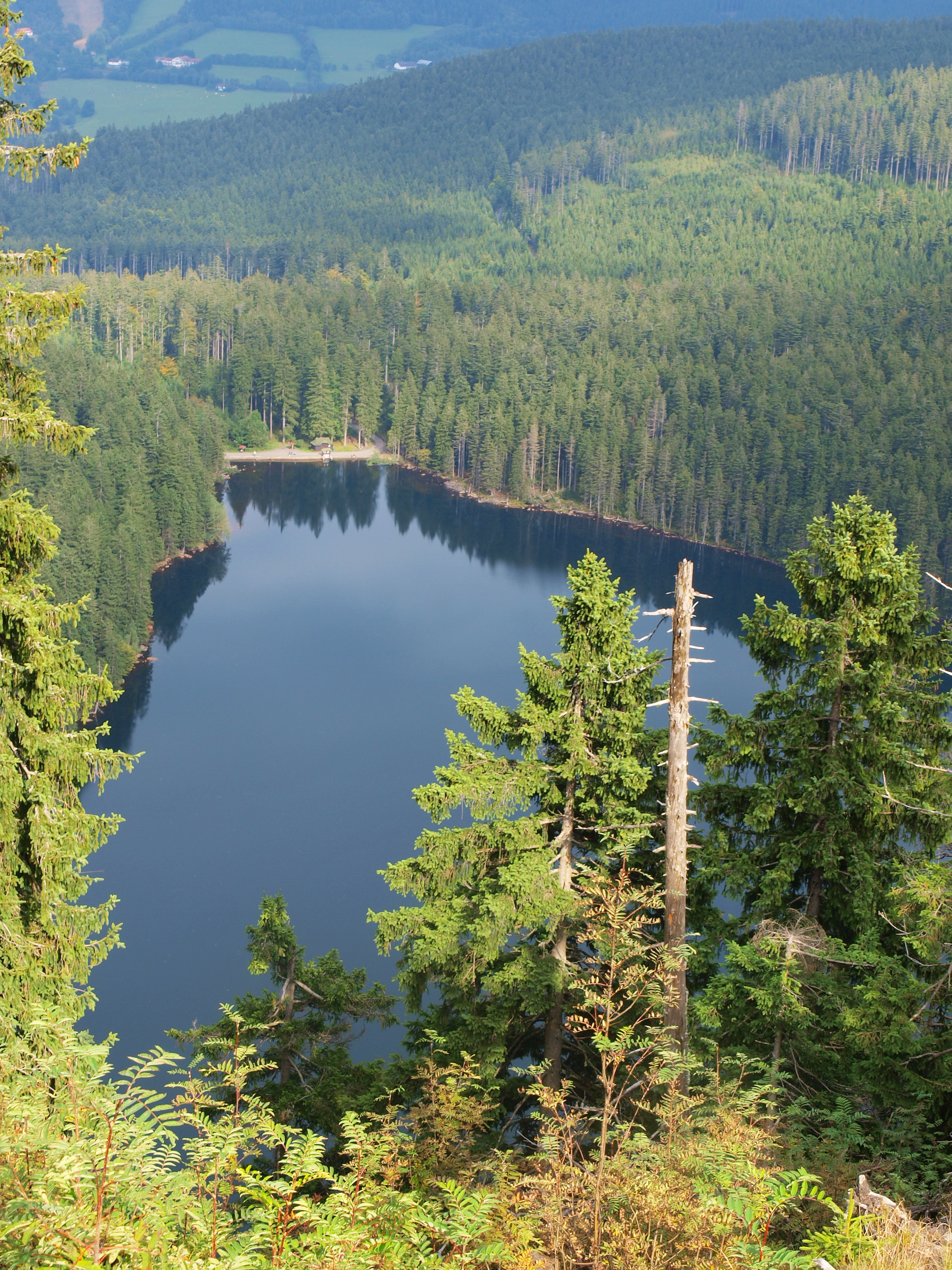
În zona bazinului hidrografic se află și Černé jezero – cel mai mare lac natural din Cehia.

În zona bazinului său hidrografic se găsesc doar 38 de corpuri de apă mai mari de 1 ha. 
Cel mai mare corp de apă este lacul de acumulare Nýrsko, cu o suprafață de 138 ha (340 acri), construit direct pe râul Úhlava. 
În zona bazinului se află și Černé jezero – cel mai mare și cel mai adânc lac natural din Cehia. Acest lac triunghiular înconjurat de o pădure de molid este situat la aproximativ 6 km nord-vest de Železná Ruda. Este de origine glaciară, un produs al glaciațiunii Würm. Aici se află cea mai veche centrală hidroelectrică cu acumulare prin pompare din Republica Cehă (construită în 1929-1930); lacul servește ca rezervor superior. Datorită apropierii de granița germană (la aproximativ 1 km), accesul la acest lac a fost foarte limitat în perioada Cortinei de fier.

## Sport
Pe cursurile superioare ale râurilor Úhlava, se desfășoară în fiecare an Cupa Cehiei a Sporturilor Acvatice (ČPV Uhlava), care este organizată de Asociația Cehă de Canoe.
Debitul mai mare al râului în perioada acestui eveniment este asigurat de organizator din barajul Nýrsko.
Cursa este organizată de secția de turism acvatic a TJ ČSAD Plzeň din 1988. Pista are o lungime de 10 km. Siguranța participanților în zonele expuse este asigurată de serviciile profesionale de salvare.